# Parafia św. Pawła Apostoła w Ostrowie Wielkopolskim
Parafia Świętego Pawła Apostoła w Ostrowie Wielkopolskim – rzymskokatolicka parafia w dekanacie Ostrów Wielkopolski I. W 1984 utworzono Ośrodek Duszpasterski, który stał się pełnoprawną parafią 1 czerwca 1991 roku. Jej pierwszym proboszczem i założycielem był ks. prałat Czesław Majorek. 
Kościół rozpoczęto budować w 1987 roku. W 1996 roku świątynia została poświęcona, a w 2000 roku konsekrowana. 

## Proboszczowie
- ks. prał. Czesław Majorek (1991–2006)[1]
- ks. kan. Marian Niemier (2006–2015)[2]
- ks. kan. Jacek Kita (od 1 lipca 2015)